# 鬼塚古墳 (国東市)
鬼塚古墳（おにづかこふん）は、大分県国東市国見町大字伊美字中にある古墳。1957年11月28日に国の史跡に指定されている。

## 概要
竹田津港を望む丘陵にあり、11基の古墳からなる西山古墳群のひとつである。
東西方向の径が10メートル、南北方向の径が13メートルの円墳で、6世紀頃の築造と推定されている。斜面に半地下に埋め込まれた横穴式石室を有し、玄室の内壁に装飾が施されている。奥壁には鳥、舟、舟上の人物、左壁には多数の鳥の群れ、右壁には向かい合う2羽の鳥が、それぞれ線刻で描かれている。漁をする人物の絵が描かれていることから、被葬者は、海に関連が深いこの地方の権力者ではないかと考えられている。ただし、後世の追刻が多数あり、彫りが浅いこともあって元々の描線を判別するのは困難な状態である。
墳丘は復元され、周囲は整備されている。古墳からの出土品は、国東市国見町岐部の国見ふるさと展示館で展示されている。